# Alejandro Woss y Gil
Alejandro Woss y Gil (5 de mayo de 1856, Santa Cruz de El Seibo, República Dominicana – 20 de enero de 1932, Ciudad de Santo Domingo, República Dominicana) fue un político dominicano, presidente de la República Dominicana en (1885-1887) y (1903).

## Orígenes familiares
Nació en Santa Cruz El Seibo, el 5 de mayo de 1856, hijo de Carlos Woss y León y de Ana María Linares Ortiz. Su segundo apellido lo adoptó de su tío político Juan Evangelista Gil y Alba. Hizo sus estudios en el Colegio San Luis Gonzaga de Santo Domingo. Se graduó de licenciado en Derecho en el Instituto Profesional de Santo Domingo. Ocupó las posiciones siguiente: Ministro de Fomento y Obras Públicas, Ministro de Relaciones Exteriores (interino), Ministro de Guerra y Marina, Ministro de Hacienda y Comercio, Ministro de Interior y Policía, en 1884; Ministro de Justicia e Instrucción Pública, Secretario de la Presidencia en el Gobierno de Cesáreo Guillermo, Senador. Logró el grado de general del Ejército dominicano. Era miembro del Partido Azul. Abogado de profesión, era cercano colaborador del general Ulises Heureaux. 1923-1924. Primer presidente de la Junta Central Electoral de la República Dominicana.

## 1.ª Presidencia constitucional
En 1884 fue elegido vicepresidente de la República junto al presidente Francisco Gregorio Billini. Tras la renuncia de éste el 16 de mayo de 1885, asumió la presidencia de la República a los 28 años de edad, convirtiéndose en el presidente más joven en la historia del país. Durante su mandato, tuvo que sofocar dos intentos revolucionarios: el de Azua y el de Moya (1886).

## 2ª Presidencia constitucional

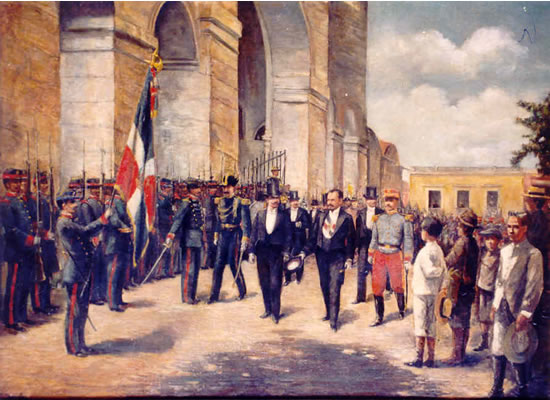
Juramentación del Presidente Woss y Gil durante su segundo mandato presidencial.

Años más tarde, en 1903, ante una situación caótica de la economía y la amenaza de intervención de Estados Unidos, dirigió un golpe de Estado que derrocó al general Horacio Vásquez, quien luego de varias semanas de combates, renunció a la presidencia el 23 de abril de 1903. En las elecciones convocadas para junio de 1903, Woss y Gil obtuvo el triunfo como candidato único y asumió la presidencia constitucional el 1 de agosto de ese año. Tres meses después, estalló en San Felipe de Puerto Plata una revolución liderada por el gobernador de Puerto Plata Carlos Morales Languasco, líder de la Revolución Unionista, que contaba con el apoyo estadounidense. Woss y Gil abandonó el país el 24 de noviembre de 1903.
- Datos: Q887708
- Multimedia: Alejandro Woss y Gil / Q887708

1. 1 2  «Emilio de los Santos». Instituto Dominicano de Genealogía. 27 de enero de 2007. Archivado desde el [original](https://www.idg.org.do/capsulas/enero2007/enero200727.htm) el 6 de agosto de 2025. Consultado el 4 de agosto de 2025.
2. ↑  «Miembros de número fundadores de la Academia Dominicana de la Lengua: Lic. Alejandro Woss y Gil». Acento. 28 de julio de 2024. Archivado desde el [original](https://acento.com.do/opinion/miembros-numero-fundadores-la-academia-dominicana-la-lengua-lic-alejandro-woss-gil-8502010.html) el 6 de agosto de 2025. Consultado el 4 de agosto de 2025.
3. ↑  «La JCE en su 102 aniversario rinde homenaje póstumo al primer presidente del órgano electoral; remoza panteón de familias Woss y Gil». Junta Central Electoral. 15 de abril de 2024. Consultado el 4 de agosto de 2025.
4. ↑  «Hoy en la historia: nace Alejandro Woss y Gil». Hoy. 5 de mayo de 2021. Consultado el 4 de agosto de 2025.
5. ↑  «Francisco Gregorio Billini, un presidente como pocos han sido». Listín Diario. 8 de agosto de 2021. Consultado el 4 de agosto de 2025.
6. ↑  «Presidentes de la Junta Central Electoral: Alejandro Woss y Gil (1)». Acento. 28 de mayo de 2019. Consultado el 4 de agosto de 2025.
7. ↑  «Alejandro Woss y Gil va elecciones con su única candidatura». Vanguardia del Pueblo. 20 de junio de 1903. Consultado el 4 de agosto de 2025.